# Donald Trump, Jr.
Pour les articles homonymes, voir Trump et Famille Trump.
Donald John Trump, Jr., dit Don Trump, né le 31 décembre 1977 à New York, est un homme d'affaires américain. Il est le fils aîné du 45e et 47e président des États-Unis Donald Trump et du mannequin américain d'origine tchécoslovaque Ivana Zelníčková.

## Biographie

### Jeunesse
Donald Trump Jr. est né le 31 décembre 1977 à Manhattan. Il est l'aîné d'Ivana et Donald Trump. Il a une sœur, Ivanka, un frère, Eric, suivi d'une demi-sœur Tiffany (fille du deuxième mariage de son père avec Marla Maples) et d'un demi-frère, Barron (fils du troisième mariage de son père avec Melania).
Il est le petit-fils de Fred Trump et l'arrière-petit-fils d'Elizabeth Christ Trump fondatrice de ce qui est devenu The Trump Organization.
Les parents de Donald Jr. ont divorcé quand il avait 13 ans. Il a été séparé de son père pendant un an après le divorce.
Il a fait ses études à Buckley School et à Hill School un collège préparatoire à Pottstown en Pennsylvanie avant de rejoindre l'Université de Pennsylvanie où il a obtenu son diplôme en 2000 avec un BS en économie.

### Carrière professionnelle
Diplômé en économie de la Wharton School, il travaille avec sa sœur Ivanka et son frère Eric en tant que vice-président exécutif de la Trump Organization. En janvier 2017, il prend la direction du groupe à la suite de l'élection de son père à la présidence des États-Unis.

### Engagement politique

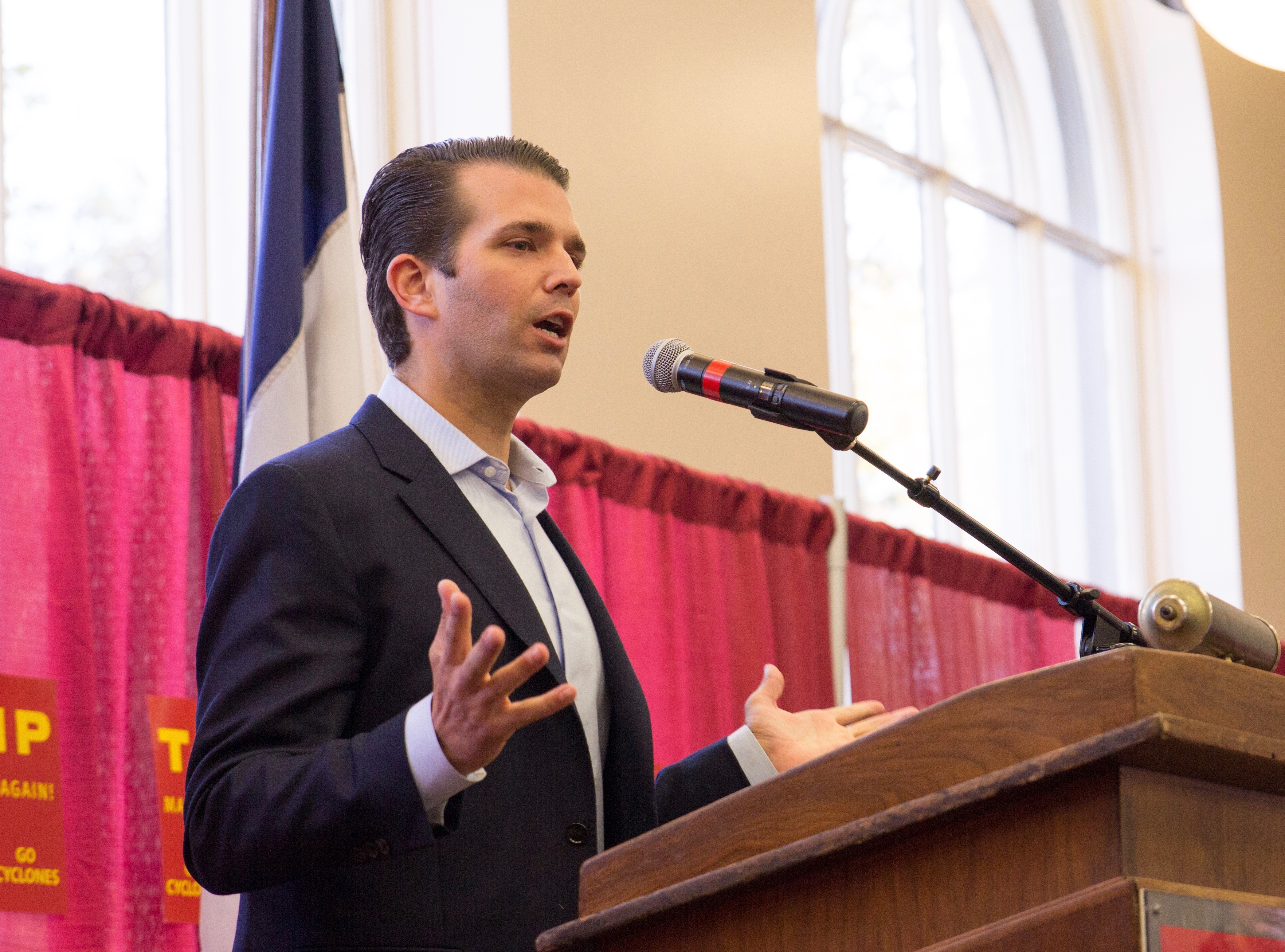
Don Trump en soutien à la campagne présidentielle, en novembre 2016.

En 2016, il participe à la campagne présidentielle de son père.
En 2018, il participe activement à la campagne des midterms pour le Parti républicain, sillonnant le pays afin de défendre le bilan présidentiel de son père. Il cultive une image de « cogneur » en raison de ses propos assez crus, qualifiant les journalistes de CNN de « connards », les élus démocrates de « crétins et de clowns. », les idées de la gauche américaine de « foutaises hystériques », ou estimant que son père est « l’homme qui a baisé l’ensemble du Parti démocrate. »
En 2019, il fait paraître un livre, Hystériques - Comment la gauche se nourrit de haine et veut nous faire taire, dans lequel il défend son père contre les accusations de racisme et assure que la présidence de celui-ci a été pour la famille « un grand sacrifice qui nous a coûté des millions et des millions de dollars chaque année ».
En juin de la même année, son père le choisit pour le discours d’ouverture de la campagne pour sa réélection.

### Famille et vie privée
Donald Trump, Jr. est né le 31 décembre 1977 à New York. Il est le fils aîné de Donald Trump.
Particulièrement proche de son grand-père maternel, il parle couramment le tchèque.
Le 12 novembre 2005, il épouse la mannequin Vanessa Haydon, au domaine de Mar-a-Lago à Palm Beach en Floride ; sa tante, Maryanne, officiait la cérémonie.
Sa femme Vanessa est diplômée de la Dwight School et a étudié la psychologie au Marymount Manhattan College de New York. Ils ont cinq enfants : une fille, trois garcons et une fille, respectivement, Kai Madison (née en 2007), Donald John III (né en 2009), Tristan Milos (né en 2011),, Spencer Frederick (né en 2012) et Chloe Sophia (née en 2014),.
Le 15 mars 2018, le couple annonce son divorce d'un commun accord.
Depuis 2018, il est en couple avec la présentatrice de télévision Kimberly Guilfoyle.
Amateur de chasse aux trophées, il aurait selon le média d’investigation américain ProPublica bénéficié d'un passe-droit pour abattre en Mongolie un argali, un mouflon d’Asie menacé dont la chasse est habituellement interdite. Il s'adonne également, en compagnie de son frère Eric, au safari chasse en Afrique et les deux frères se sont fait photographier avec leurs trophées, léopard, crocodile et éléphant,.
|                           |                           |                           |                           |                           |                           |  |  |                            |                            |                            |                            |                            |                            |  |  |                        |                        |                        |                        |                        |                        |  |  |                             |                             |                             |                             |                             |                             |  |  |                          |                          |                          |                          |                          |                          |  |  | Frederick Trump (1869-1918) | Frederick Trump (1869-1918) | Frederick Trump (1869-1918) | Frederick Trump (1869-1918) | Frederick Trump (1869-1918) | Frederick Trump (1869-1918) |  |  | Elizabeth Christ (1880-1966) | Elizabeth Christ (1880-1966) | Elizabeth Christ (1880-1966) | Elizabeth Christ (1880-1966) | Elizabeth Christ (1880-1966) | Elizabeth Christ (1880-1966) |  |  |                              |                              |                              |                              |                              |                              |  |  |                        |                        |                        |                        |                        |                        |  |  |                             |                             |                             |                             |                             |                             |  |  |                       |                       |                       |                       |                       |                       |  |  |                     |                     |                     |                     |                     |                     |  |  |                          |                          |                          |                          |                          |                          |  |  |            |            |            |            |            |            |
|                           |                           |                           |                           |                           |                           |  |  |                            |                            |                            |                            |                            |                            |  |  |                        |                        |                        |                        |                        |                        |  |  |                             |                             |                             |                             |                             |                             |  |  |                          |                          |                          |                          |                          |                          |  |  | Frederick Trump (1869-1918) | Frederick Trump (1869-1918) | Frederick Trump (1869-1918) | Frederick Trump (1869-1918) | Frederick Trump (1869-1918) | Frederick Trump (1869-1918) |  |  | Elizabeth Christ (1880-1966) | Elizabeth Christ (1880-1966) | Elizabeth Christ (1880-1966) | Elizabeth Christ (1880-1966) | Elizabeth Christ (1880-1966) | Elizabeth Christ (1880-1966) |  |  |                              |                              |                              |                              |                              |                              |  |  |                        |                        |                        |                        |                        |                        |  |  |                             |                             |                             |                             |                             |                             |  |  |                       |                       |                       |                       |                       |                       |  |  |                     |                     |                     |                     |                     |                     |  |  |                          |                          |                          |                          |                          |                          |  |  |            |            |            |            |            |            |
|                           |                           |                           |                           |                           |                           |  |  |                            |                            |                            |                            |                            |                            |  |  |                        |                        |                        |                        |                        |                        |  |  |                             |                             |                             |                             |                             |                             |  |  |                          |                          |                          |                          |                          |                          |  |  |                             |                             |                             |                             |                             |                             |  |  |                              |                              |                              |                              |                              |                              |  |  |                              |                              |                              |                              |                              |                              |  |  |                        |                        |                        |                        |                        |                        |  |  |                             |                             |                             |                             |                             |                             |  |  |                       |                       |                       |                       |                       |                       |  |  |                     |                     |                     |                     |                     |                     |  |  |                          |                          |                          |                          |                          |                          |  |  |            |            |            |            |            |            |
|                           |                           |                           |                           |                           |                           |  |  |                            |                            |                            |                            |                            |                            |  |  |                        |                        |                        |                        |                        |                        |  |  |                             |                             |                             |                             |                             |                             |  |  |                          |                          |                          |                          |                          |                          |  |  |                             |                             |                             |                             |                             |                             |  |  |                              |                              |                              |                              |                              |                              |  |  |                              |                              |                              |                              |                              |                              |  |  |                        |                        |                        |                        |                        |                        |  |  |                             |                             |                             |                             |                             |                             |  |  |                       |                       |                       |                       |                       |                       |  |  |                     |                     |                     |                     |                     |                     |  |  |                          |                          |                          |                          |                          |                          |  |  |            |            |            |            |            |            |
|                           |                           |                           |                           |                           |                           |  |  |                            |                            |                            |                            |                            |                            |  |  |                        |                        |                        |                        |                        |                        |  |  | Henry Trump (1899-1900)     | Henry Trump (1899-1900)     | Henry Trump (1899-1900)     | Henry Trump (1899-1900)     | Henry Trump (1899-1900)     | Henry Trump (1899-1900)     |  |  | William Walter           | William Walter           | William Walter           | William Walter           | William Walter           | William Walter           |  |  | Elizabeth Trump (1904-1961) | Elizabeth Trump (1904-1961) | Elizabeth Trump (1904-1961) | Elizabeth Trump (1904-1961) | Elizabeth Trump (1904-1961) | Elizabeth Trump (1904-1961) |  |  | Fred Trump, Sr. (1905-1999)  | Fred Trump, Sr. (1905-1999)  | Fred Trump, Sr. (1905-1999)  | Fred Trump, Sr. (1905-1999)  | Fred Trump, Sr. (1905-1999)  | Fred Trump, Sr. (1905-1999)  |  |  | Mary MacLeod (1912-2000)     | Mary MacLeod (1912-2000)     | Mary MacLeod (1912-2000)     | Mary MacLeod (1912-2000)     | Mary MacLeod (1912-2000)     | Mary MacLeod (1912-2000)     |  |  | John Trump (1907-1985) | John Trump (1907-1985) | John Trump (1907-1985) | John Trump (1907-1985) | John Trump (1907-1985) | John Trump (1907-1985) |  |  | Elora Sauerbrun (1913-1983) | Elora Sauerbrun (1913-1983) | Elora Sauerbrun (1913-1983) | Elora Sauerbrun (1913-1983) | Elora Sauerbrun (1913-1983) | Elora Sauerbrun (1913-1983) |  |  |                       |                       |                       |                       |                       |                       |  |  |                     |                     |                     |                     |                     |                     |  |  |                          |                          |                          |                          |                          |                          |  |  |            |            |            |            |            |            |
|                           |                           |                           |                           |                           |                           |  |  |                            |                            |                            |                            |                            |                            |  |  |                        |                        |                        |                        |                        |                        |  |  | Henry Trump (1899-1900)     | Henry Trump (1899-1900)     | Henry Trump (1899-1900)     | Henry Trump (1899-1900)     | Henry Trump (1899-1900)     | Henry Trump (1899-1900)     |  |  | William Walter           | William Walter           | William Walter           | William Walter           | William Walter           | William Walter           |  |  | Elizabeth Trump (1904-1961) | Elizabeth Trump (1904-1961) | Elizabeth Trump (1904-1961) | Elizabeth Trump (1904-1961) | Elizabeth Trump (1904-1961) | Elizabeth Trump (1904-1961) |  |  | Fred Trump, Sr. (1905-1999)  | Fred Trump, Sr. (1905-1999)  | Fred Trump, Sr. (1905-1999)  | Fred Trump, Sr. (1905-1999)  | Fred Trump, Sr. (1905-1999)  | Fred Trump, Sr. (1905-1999)  |  |  | Mary MacLeod (1912-2000)     | Mary MacLeod (1912-2000)     | Mary MacLeod (1912-2000)     | Mary MacLeod (1912-2000)     | Mary MacLeod (1912-2000)     | Mary MacLeod (1912-2000)     |  |  | John Trump (1907-1985) | John Trump (1907-1985) | John Trump (1907-1985) | John Trump (1907-1985) | John Trump (1907-1985) | John Trump (1907-1985) |  |  | Elora Sauerbrun (1913-1983) | Elora Sauerbrun (1913-1983) | Elora Sauerbrun (1913-1983) | Elora Sauerbrun (1913-1983) | Elora Sauerbrun (1913-1983) | Elora Sauerbrun (1913-1983) |  |  |                       |                       |                       |                       |                       |                       |  |  |                     |                     |                     |                     |                     |                     |  |  |                          |                          |                          |                          |                          |                          |  |  |            |            |            |            |            |            |
|                           |                           |                           |                           |                           |                           |  |  |                            |                            |                            |                            |                            |                            |  |  |                        |                        |                        |                        |                        |                        |  |  |                             |                             |                             |                             |                             |                             |  |  |                          |                          |                          |                          |                          |                          |  |  |                             |                             |                             |                             |                             |                             |  |  |                              |                              |                              |                              |                              |                              |  |  |                              |                              |                              |                              |                              |                              |  |  |                        |                        |                        |                        |                        |                        |  |  |                             |                             |                             |                             |                             |                             |  |  |                       |                       |                       |                       |                       |                       |  |  |                     |                     |                     |                     |                     |                     |  |  |                          |                          |                          |                          |                          |                          |  |  |            |            |            |            |            |            |
|                           |                           |                           |                           |                           |                           |  |  |                            |                            |                            |                            |                            |                            |  |  |                        |                        |                        |                        |                        |                        |  |  |                             |                             |                             |                             |                             |                             |  |  |                          |                          |                          |                          |                          |                          |  |  |                             |                             |                             |                             |                             |                             |  |  |                              |                              |                              |                              |                              |                              |  |  |                              |                              |                              |                              |                              |                              |  |  |                        |                        |                        |                        |                        |                        |  |  |                             |                             |                             |                             |                             |                             |  |  |                       |                       |                       |                       |                       |                       |  |  |                     |                     |                     |                     |                     |                     |  |  |                          |                          |                          |                          |                          |                          |  |  |            |            |            |            |            |            |
|                           |                           |                           |                           |                           |                           |  |  |                            |                            |                            |                            |                            |                            |  |  |                        |                        |                        |                        |                        |                        |  |  |                             |                             |                             |                             |                             |                             |  |  |                          |                          |                          |                          |                          |                          |  |  |                             |                             |                             |                             |                             |                             |  |  |                              |                              |                              |                              |                              |                              |  |  |                              |                              |                              |                              |                              |                              |  |  |                        |                        |                        |                        |                        |                        |  |  |                             |                             |                             |                             |                             |                             |  |  |                       |                       |                       |                       |                       |                       |  |  |                     |                     |                     |                     |                     |                     |  |  |                          |                          |                          |                          |                          |                          |  |  |            |            |            |            |            |            |
|                           |                           |                           |                           |                           |                           |  |  |                            |                            |                            |                            |                            |                            |  |  |                        |                        |                        |                        |                        |                        |  |  |                             |                             |                             |                             |                             |                             |  |  |                          |                          |                          |                          |                          |                          |  |  |                             |                             |                             |                             |                             |                             |  |  |                              |                              |                              |                              |                              |                              |  |  |                              |                              |                              |                              |                              |                              |  |  |                        |                        |                        |                        |                        |                        |  |  |                             |                             |                             |                             |                             |                             |  |  |                       |                       |                       |                       |                       |                       |  |  |                     |                     |                     |                     |                     |                     |  |  |                          |                          |                          |                          |                          |                          |  |  |            |            |            |            |            |            |
| David Desmond, Sr.        | David Desmond, Sr.        | David Desmond, Sr.        | David Desmond, Sr.        | David Desmond, Sr.        | David Desmond, Sr.        |  |  | Maryanne Trump (1937-2023) | Maryanne Trump (1937-2023) | Maryanne Trump (1937-2023) | Maryanne Trump (1937-2023) | Maryanne Trump (1937-2023) | Maryanne Trump (1937-2023) |  |  | John Barry (????-2000) | John Barry (????-2000) | John Barry (????-2000) | John Barry (????-2000) | John Barry (????-2000) | John Barry (????-2000) |  |  | Fred Trump, Jr. (1938-1981) | Fred Trump, Jr. (1938-1981) | Fred Trump, Jr. (1938-1981) | Fred Trump, Jr. (1938-1981) | Fred Trump, Jr. (1938-1981) | Fred Trump, Jr. (1938-1981) |  |  | Linda Clapp              | Linda Clapp              | Linda Clapp              | Linda Clapp              | Linda Clapp              | Linda Clapp              |  |  | James Grau                  | James Grau                  | James Grau                  | James Grau                  | James Grau                  | James Grau                  |  |  | Elizabeth Trump (1942)       | Elizabeth Trump (1942)       | Elizabeth Trump (1942)       | Elizabeth Trump (1942)       | Elizabeth Trump (1942)       | Elizabeth Trump (1942)       |  |  | Ivana Zelníčková (1949-2022) | Ivana Zelníčková (1949-2022) | Ivana Zelníčková (1949-2022) | Ivana Zelníčková (1949-2022) | Ivana Zelníčková (1949-2022) | Ivana Zelníčková (1949-2022) |  |  | Donald Trump (1946)    | Donald Trump (1946)    | Donald Trump (1946)    | Donald Trump (1946)    | Donald Trump (1946)    | Donald Trump (1946)    |  |  | Marla Maples (1963)         | Marla Maples (1963)         | Marla Maples (1963)         | Marla Maples (1963)         | Marla Maples (1963)         | Marla Maples (1963)         |  |  | Melania Knauss (1970) | Melania Knauss (1970) | Melania Knauss (1970) | Melania Knauss (1970) | Melania Knauss (1970) | Melania Knauss (1970) |  |  | Blaine Beard (1957) | Blaine Beard (1957) | Blaine Beard (1957) | Blaine Beard (1957) | Blaine Beard (1957) | Blaine Beard (1957) |  |  | Robert Trump (1948-2020) | Robert Trump (1948-2020) | Robert Trump (1948-2020) | Robert Trump (1948-2020) | Robert Trump (1948-2020) | Robert Trump (1948-2020) |  |  | Ann Pallan | Ann Pallan | Ann Pallan | Ann Pallan | Ann Pallan | Ann Pallan |
| David Desmond, Sr.        | David Desmond, Sr.        | David Desmond, Sr.        | David Desmond, Sr.        | David Desmond, Sr.        | David Desmond, Sr.        |  |  | Maryanne Trump (1937-2023) | Maryanne Trump (1937-2023) | Maryanne Trump (1937-2023) | Maryanne Trump (1937-2023) | Maryanne Trump (1937-2023) | Maryanne Trump (1937-2023) |  |  | John Barry (????-2000) | John Barry (????-2000) | John Barry (????-2000) | John Barry (????-2000) | John Barry (????-2000) | John Barry (????-2000) |  |  | Fred Trump, Jr. (1938-1981) | Fred Trump, Jr. (1938-1981) | Fred Trump, Jr. (1938-1981) | Fred Trump, Jr. (1938-1981) | Fred Trump, Jr. (1938-1981) | Fred Trump, Jr. (1938-1981) |  |  | Linda Clapp              | Linda Clapp              | Linda Clapp              | Linda Clapp              | Linda Clapp              | Linda Clapp              |  |  | James Grau                  | James Grau                  | James Grau                  | James Grau                  | James Grau                  | James Grau                  |  |  | Elizabeth Trump (1942)       | Elizabeth Trump (1942)       | Elizabeth Trump (1942)       | Elizabeth Trump (1942)       | Elizabeth Trump (1942)       | Elizabeth Trump (1942)       |  |  |                              | Ivana Zelníčková (1949-2022) | Ivana Zelníčková (1949-2022) | Ivana Zelníčková (1949-2022) | Ivana Zelníčková (1949-2022) | Ivana Zelníčková (1949-2022) |  |  | Donald Trump (1946)    | Donald Trump (1946)    | Donald Trump (1946)    | Donald Trump (1946)    | Donald Trump (1946)    | Donald Trump (1946)    |  |  | Marla Maples (1963)         | Marla Maples (1963)         | Marla Maples (1963)         | Marla Maples (1963)         | Marla Maples (1963)         | Marla Maples (1963)         |  |  | Melania Knauss (1970) | Melania Knauss (1970) | Melania Knauss (1970) | Melania Knauss (1970) | Melania Knauss (1970) | Melania Knauss (1970) |  |  | Blaine Beard (1957) | Blaine Beard (1957) | Blaine Beard (1957) | Blaine Beard (1957) | Blaine Beard (1957) | Blaine Beard (1957) |  |  | Robert Trump (1948-2020) | Robert Trump (1948-2020) | Robert Trump (1948-2020) | Robert Trump (1948-2020) | Robert Trump (1948-2020) | Robert Trump (1948-2020) |  |  | Ann Pallan | Ann Pallan | Ann Pallan | Ann Pallan | Ann Pallan | Ann Pallan |
|                           |                           |                           |                           |                           |                           |  |  |                            |                            |                            |                            |                            |                            |  |  |                        |                        |                        |                        |                        |                        |  |  |                             |                             |                             |                             |                             |                             |  |  |                          |                          |                          |                          |                          |                          |  |  |                             |                             |                             |                             |                             |                             |  |  |                              |                              |                              |                              |                              |                              |  |  |                              |                              |                              |                              |                              |                              |  |  |                        |                        |                        |                        |                        |                        |  |  |                             |                             |                             |                             |                             |                             |  |  |                       |                       |                       |                       |                       |                       |  |  |                     |                     |                     |                     |                     |                     |  |  |                          |                          |                          |                          |                          |                          |  |  |            |            |            |            |            |            |
|                           |                           |                           |                           |                           |                           |  |  |                            |                            |                            |                            |                            |                            |  |  |                        |                        |                        |                        |                        |                        |  |  |                             |                             |                             |                             |                             |                             |  |  |                          |                          |                          |                          |                          |                          |  |  |                             |                             |                             |                             |                             |                             |  |  |                              |                              |                              |                              |                              |                              |  |  |                              |                              |                              |                              |                              |                              |  |  |                        |                        |                        |                        |                        |                        |  |  |                             |                             |                             |                             |                             |                             |  |  |                       |                       |                       |                       |                       |                       |  |  |                     |                     |                     |                     |                     |                     |  |  |                          |                          |                          |                          |                          |                          |  |  |            |            |            |            |            |            |
| David Desmond, Jr. (1960) | David Desmond, Jr. (1960) | David Desmond, Jr. (1960) | David Desmond, Jr. (1960) | David Desmond, Jr. (1960) | David Desmond, Jr. (1960) |  |  | Fritz Trump (1963)         | Fritz Trump (1963)         | Fritz Trump (1963)         | Fritz Trump (1963)         | Fritz Trump (1963)         | Fritz Trump (1963)         |  |  | Lisa Lorant            | Lisa Lorant            | Lisa Lorant            | Lisa Lorant            | Lisa Lorant            | Lisa Lorant            |  |  | Mary Trump (1965)           | Mary Trump (1965)           | Mary Trump (1965)           | Mary Trump (1965)           | Mary Trump (1965)           | Mary Trump (1965)           |  |  | Donald Trump, Jr. (1977) | Donald Trump, Jr. (1977) | Donald Trump, Jr. (1977) | Donald Trump, Jr. (1977) | Donald Trump, Jr. (1977) | Donald Trump, Jr. (1977) |  |  | Vanessa Haydon (1977)       | Vanessa Haydon (1977)       | Vanessa Haydon (1977)       | Vanessa Haydon (1977)       | Vanessa Haydon (1977)       | Vanessa Haydon (1977)       |  |  | Jared Kushner (1981)         | Jared Kushner (1981)         | Jared Kushner (1981)         | Jared Kushner (1981)         | Jared Kushner (1981)         | Jared Kushner (1981)         |  |  | Ivanka Trump (1981)          | Ivanka Trump (1981)          | Ivanka Trump (1981)          | Ivanka Trump (1981)          | Ivanka Trump (1981)          | Ivanka Trump (1981)          |  |  | Eric Trump (1984)      | Eric Trump (1984)      | Eric Trump (1984)      | Eric Trump (1984)      | Eric Trump (1984)      | Eric Trump (1984)      |  |  | Lara Yunaska (1982)         | Lara Yunaska (1982)         | Lara Yunaska (1982)         | Lara Yunaska (1982)         | Lara Yunaska (1982)         | Lara Yunaska (1982)         |  |  | Tiffany Trump (1993)  | Tiffany Trump (1993)  | Tiffany Trump (1993)  | Tiffany Trump (1993)  | Tiffany Trump (1993)  | Tiffany Trump (1993)  |  |  | Michael Boulos      | Michael Boulos      | Michael Boulos      | Michael Boulos      | Michael Boulos      | Michael Boulos      |  |  | Barron Trump (2006)      | Barron Trump (2006)      | Barron Trump (2006)      | Barron Trump (2006)      | Barron Trump (2006)      | Barron Trump (2006)      |  |  |            |            |            |            |            |            |
| David Desmond, Jr. (1960) | David Desmond, Jr. (1960) | David Desmond, Jr. (1960) | David Desmond, Jr. (1960) | David Desmond, Jr. (1960) | David Desmond, Jr. (1960) |  |  | Fritz Trump (1963)         | Fritz Trump (1963)         | Fritz Trump (1963)         | Fritz Trump (1963)         | Fritz Trump (1963)         | Fritz Trump (1963)         |  |  | Lisa Lorant            | Lisa Lorant            | Lisa Lorant            | Lisa Lorant            | Lisa Lorant            | Lisa Lorant            |  |  | Mary Trump (1965)           | Mary Trump (1965)           | Mary Trump (1965)           | Mary Trump (1965)           | Mary Trump (1965)           | Mary Trump (1965)           |  |  | Donald Trump, Jr. (1977) | Donald Trump, Jr. (1977) | Donald Trump, Jr. (1977) | Donald Trump, Jr. (1977) | Donald Trump, Jr. (1977) | Donald Trump, Jr. (1977) |  |  | Vanessa Haydon (1977)       | Vanessa Haydon (1977)       | Vanessa Haydon (1977)       | Vanessa Haydon (1977)       | Vanessa Haydon (1977)       | Vanessa Haydon (1977)       |  |  | Jared Kushner (1981)         | Jared Kushner (1981)         | Jared Kushner (1981)         | Jared Kushner (1981)         | Jared Kushner (1981)         | Jared Kushner (1981)         |  |  | Ivanka Trump (1981)          | Ivanka Trump (1981)          | Ivanka Trump (1981)          | Ivanka Trump (1981)          | Ivanka Trump (1981)          | Ivanka Trump (1981)          |  |  | Eric Trump (1984)      | Eric Trump (1984)      | Eric Trump (1984)      | Eric Trump (1984)      | Eric Trump (1984)      | Eric Trump (1984)      |  |  | Lara Yunaska (1982)         | Lara Yunaska (1982)         | Lara Yunaska (1982)         | Lara Yunaska (1982)         | Lara Yunaska (1982)         | Lara Yunaska (1982)         |  |  | Tiffany Trump (1993)  | Tiffany Trump (1993)  | Tiffany Trump (1993)  | Tiffany Trump (1993)  | Tiffany Trump (1993)  | Tiffany Trump (1993)  |  |  | Michael Boulos      | Michael Boulos      | Michael Boulos      | Michael Boulos      | Michael Boulos      | Michael Boulos      |  |  | Barron Trump (2006)      | Barron Trump (2006)      | Barron Trump (2006)      | Barron Trump (2006)      | Barron Trump (2006)      | Barron Trump (2006)      |  |  |            |            |            |            |            |            |

## Écrits
- Donald Trump, Jr., Triggered (œuvre écrite), Center Street, 5 novembre 2019.